# Tamás Kulifai
Tamás Kulifai (Budapest, 4 de mayo de 1989) es un deportista húngaro que compite en piragüismo en la modalidad de aguas tranquilas.
Participó en los Juegos Olímpicos de Londres 2012, obteniendo una medalla de plata en la prueba de K4 1000 m. En los Juegos Europeos de Bakú 2015 consiguió una medalla de oro en la prueba de K4 1000 m.
Ganó cinco medallas en el Campeonato Mundial de Piragüismo entre los años 2011 y 2022, y dos medallas en el Campeonato Europeo de Piragüismo, plata en 2021 y bronce en 2013.

## Palmarés internacional
| Juegos Olímpicos   | Juegos Olímpicos            | Juegos Olímpicos  | Juegos Olímpicos |
| Año                | Lugar                       | Medalla           | Competición      |
| ------------------ | --------------------------- | ----------------- | ---------------- |
| 2012               | Londres (Reino Unido)       | Medalla de plata  | K4 1000 m        |
| Campeonato Mundial |                             |                   |                  |
| Año                | Lugar                       | Medalla           | Competición      |
| 2011               | Szeged (Hungría)            | Medalla de oro    | K2 500 m         |
| 2014               | Moscú (Rusia)               | Medalla de bronce | K4 1000 m        |
| 2015               | Milán (Italia)              | Medalla de plata  | K4 1000 m        |
| 2021               | Copenhague (Dinamarca)      | Medalla de bronce | K2 1000 m        |
| 2022               | Halifax (Canadá)            | Medalla de bronce | K2 1000 m        |
| Juegos Europeos    |                             |                   |                  |
| Año                | Lugar                       | Medalla           | Competición      |
| 2015               | Bakú (Azerbaiyán)           | Medalla de oro    | K4 1000 m        |
| Campeonato Europeo |                             |                   |                  |
| Año                | Lugar                       | Medalla           | Competición      |
| 2013               | Montemor-o-Velho (Portugal) | Medalla de bronce | K4 1000 m        |
| 2021               | Poznań (Polonia)            | Medalla de plata  | K4 1000 m        |